# Avril 1954

## Évènements
- 2 avril : un accord de coopération est signé entre la Turquie et le Pakistan.
- 3 avril : les premiers renforts de troupes français sont parachutés sur Điện Biên Phủ.
- 4 avril : le président du Conseil, Joseph Laniel, et le Ministre de la Défense, René Pleven, sont conspués place de l'Étoile à Paris.
- 5 avril : premier vol du Brochet MB-120.
- 8 avril : nouveau crash d'un De Havilland Comet de la BOAC au large de Naples et nouvelles inspections des appareils qui révèlent des problèmes de fatigue au niveau des hublots entraînant une dépressurisation et une désintégration des appareils.
- 10 avril : vote de la loi instituant la TVA.
- 17 avril: en Égypte le général Naguib reste chef de l’État mais le pouvoir est transféré au Conseil, dont Nasser est le président.
- 18 avril : au Cambodge, Penn Nouth est nommé Premier ministre.
- 26 avril : ouverture de la conférence de Genève sur la Corée et l'Indochine.
- 28 avril : conférence de Colombo, Sri Lanka

- 29 avril : signature du pacte de non-agression mutuelle entre l’Inde et la République populaire de Chine. L’Inde s’engage à retirer ses unités militaires de Yatung et de Chang-tse, le long de la route commerciale du Tibet. Le traité définit le Tibet comme un territoire chinois. Il affirme en outre les cinq principes de la coexistence pacifique.
- 30 avril - 11 mai[1] : une colonne de volontaires Hmongs part tenter de désenclaver le camp retranché de Ðiện Biên Phủ.

## Naissances
- 4 avril : René Girard, joueur puis entraîneur français de football.
- 5 avril : Guy Bertrand, personnalité radiophonique et télévisuelle canadienne.
- 7 avril : Jackie Chan, acteur chinois.
- 10 avril : Miriam Peretz, Personnalité Israélienne.
- 13 avril : Roberto Dinamite, joueur de football brésilien († 8 janvier 2023).
- 15 avril : Martine Azencot, actrice française.
- 16 avril : Sibylle Lewitscharoff, romancière allemande († 13 mai 2023).
- 17 avril :
  - Roddy Piper, acteur et ancien catcheur.
  - Michael Sembello, guitariste et auteur-compositeur-interprète américain.
- 23 avril : Michael Moore, réalisateur américain de documentaires engagé.
- 24 avril :
  - Mumia Abu-Jamal, journaliste américain.
  - Chantal Hébert, journaliste.
- 25 avril : 
  - Claudine Dié, footballeuse française.
  - Eiko Goshi, nageuse japonaise.
  - Birgitte Hanel, rameuse d'aviron danoise.
  - Ismo Toukonen, athlète finlandais.
- 27 avril : Frank Bainimarama, militaire, homme politique et Premier ministre fidjien depuis 2009.
- 29 avril : Jerry Seinfeld, humoriste et comédien américain
- 30 avril : Jane Campion, réalisatrice et scénariste néo-zélandaise.

## Décès
- 3 avril : Aristides de Sousa Mendes, consul portugais.
- 10 avril : Auguste Lumière, inventeur et pionnier français du cinéma.
- 13 avril : 
  - Giulio Alessandrini, 87 ans, médecin et universitaire italien, spécialiste du paludisme et de parasitologie. (° 2 mai 1866)
  - Angus Lewis Macdonald, premier ministre de la Nouvelle-Écosse.
- 16 avril : Texas Alexander, chanteur américain de blues (° 12 septembre 1900).